# Travmatologija
Travmatologija je veja medicine, ki se ukvarja z zdravljenjem in oskrbo poškodb in ran, ki nastanejo kot posledica nesreče ali nasilja.
Zdravnik-specialist, ki deluje na tem področju, se imenuje travmatolog.